# Grande Baume de Balot
La grande baume de Balot est un abri sous roche situé sur la commune de Balot, près de Châtillon-sur-Seine, dans le nord de la Côte-d'Or, en Bourgogne-Franche-Comté. Sur la rive droite du lit asséché d'une rivière fossile, la Laigne, elle est l'objet de fouilles et de découvertes archéologiques concernant la préhistoire du Châtillonnais. À quelques mètres de la rivière sur l'autre rive, une cavité rocheuse désignée comme "petite Baume" ou "grotte de la Roche aux Chats" a également livré des vestiges archéologiques.

## Localisation
Situées au fond de la combe Drond, dans la forêt de Balot, la grande grotte surplombe le sentier qui emprunte le fond du lit fossile d'une ancienne rivière, alors que la petite se fait plus discrète au bout d'une sente qui traverse le vallon . On accède au site par le sentier balisé de dix-sept kilomètres qui relie Balot à Bissey-la-Pierre, dit "circuit de la Baume", où part le sentier botanique de l'Office national des forêts qui descend jusqu'à la grande grotte depuis la sortie sud de Balot par la route départementale 21.

## Historique
Dès 1834, le docteur Bourée met au jour des ossements fossiles et des silex. Jules Beaudoin, Léonard Nodot, fondateur du muséum d'histoire naturelle de Dijon, Mailly et Trin lui succèdent, puis l'instituteur de Balot, M. Gillant et Henry Corot. Ces fouilles ont mis en évidence que cette grotte servait de refuge aux chasseurs du Paléolithique supérieur, il y a plus de 20 000 ans.
En 1950, René Joffroy découvre dans les réserves du musée du Pays châtillonnais les récoltes Gillant et Corot. Il reprend alors les fouilles de façon méthodique avec l'abbé Pierre Mouton et René Paris. En 1951, un sondage de la grotte de la Roche aux Chats, suivi de trois campagnes en 1953, 1954 et 1955, révèle des tessons de poteries de l'âge du fer et plus en profondeur des silex et des ossements d'une moindre importance que ceux de la grande grotte. Dans cette petite cavité, l'habitat humain semble avoir été bouleversé par le passage régulier de grands fauves occupant le fond de la caverne. René Joffroy parvient à reconstituer la stratigraphie de la grotte, identifiant plusieurs couches, de l'époque gallo-romaine jusqu'au Moustérien.

## Description
La grande grotte de la Baume est constituée d'une belle salle creusée dans le calcaire bathonien. Elle est orientée vers l'ouest, surplombant l'ancienne vallée de la Laigne, aujourd'hui asséchée. Le réseau de la caverne se limite à quelques mètres de galerie, mais la vaste entrée, large de 10 m et haute de 4 m faisant balcon sur le val, est remarquable. La petite cavité de la Roche aux Chats (ou petite Baume) est située à une centaine de mètres sur l'autre flanc de la combe, traversée par le pont d'un chemin forestier.

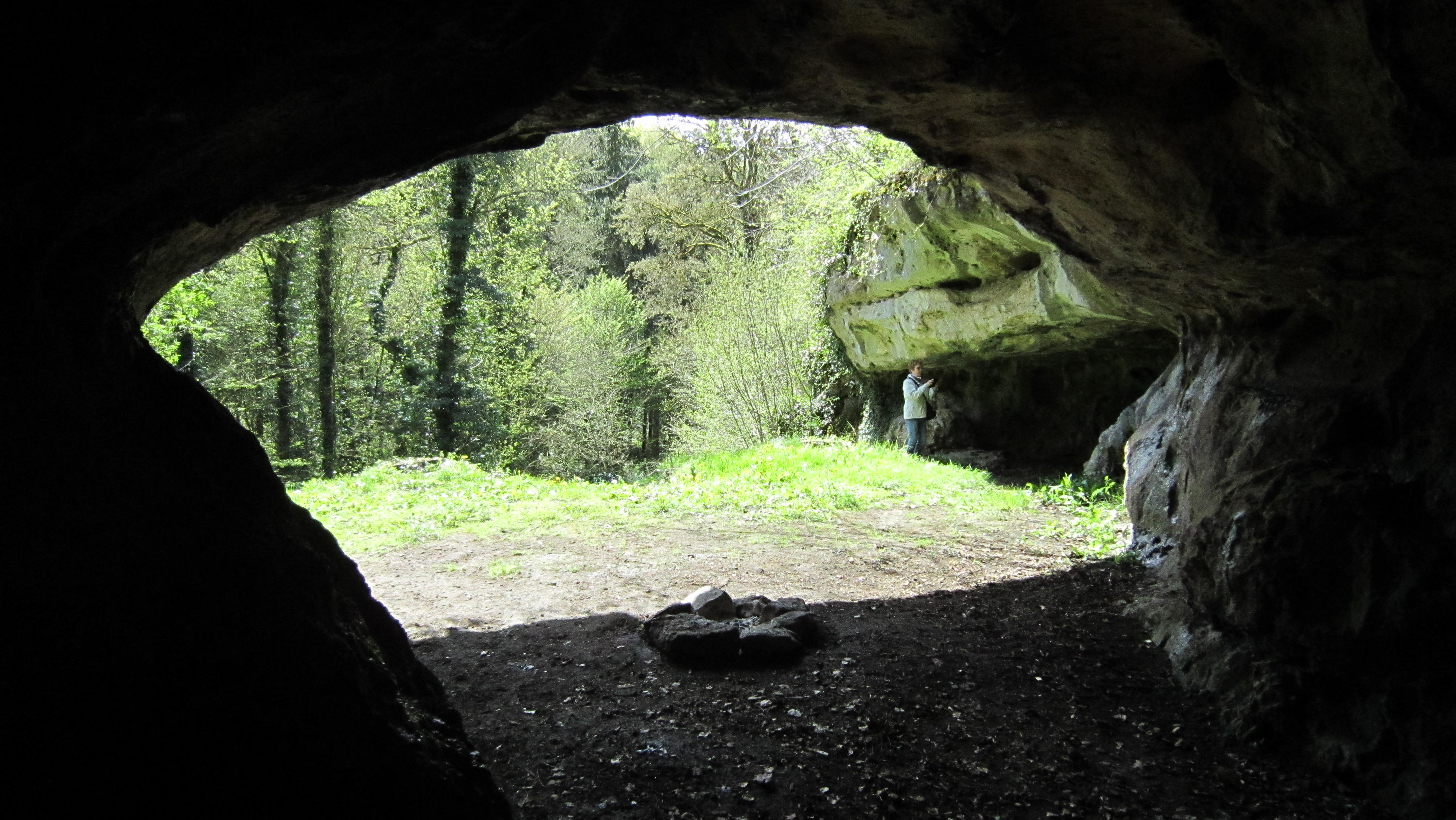
Vue depuis l'intérieur de la grande Baume
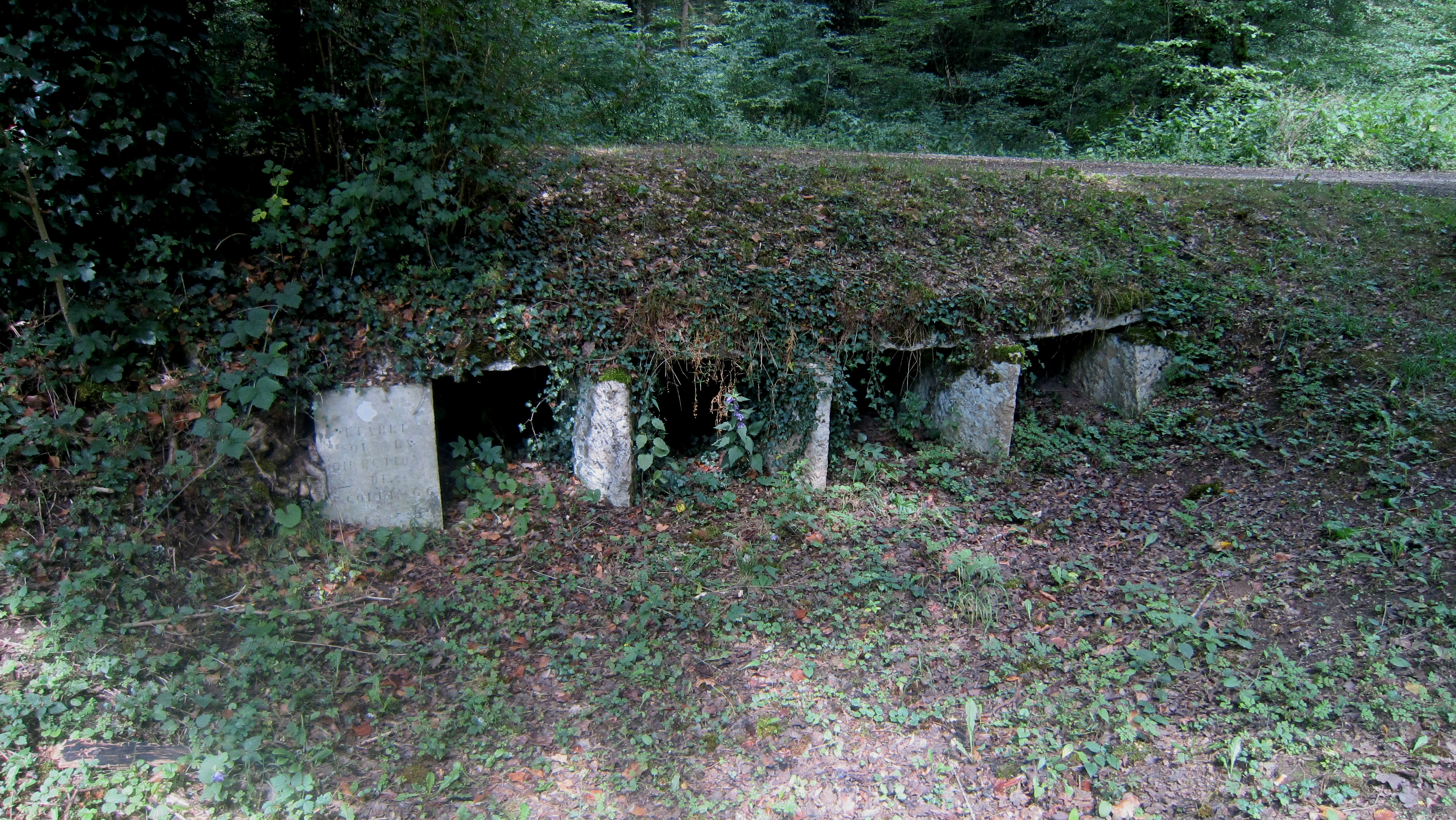
Pont sur le lit fossile de la Laigne
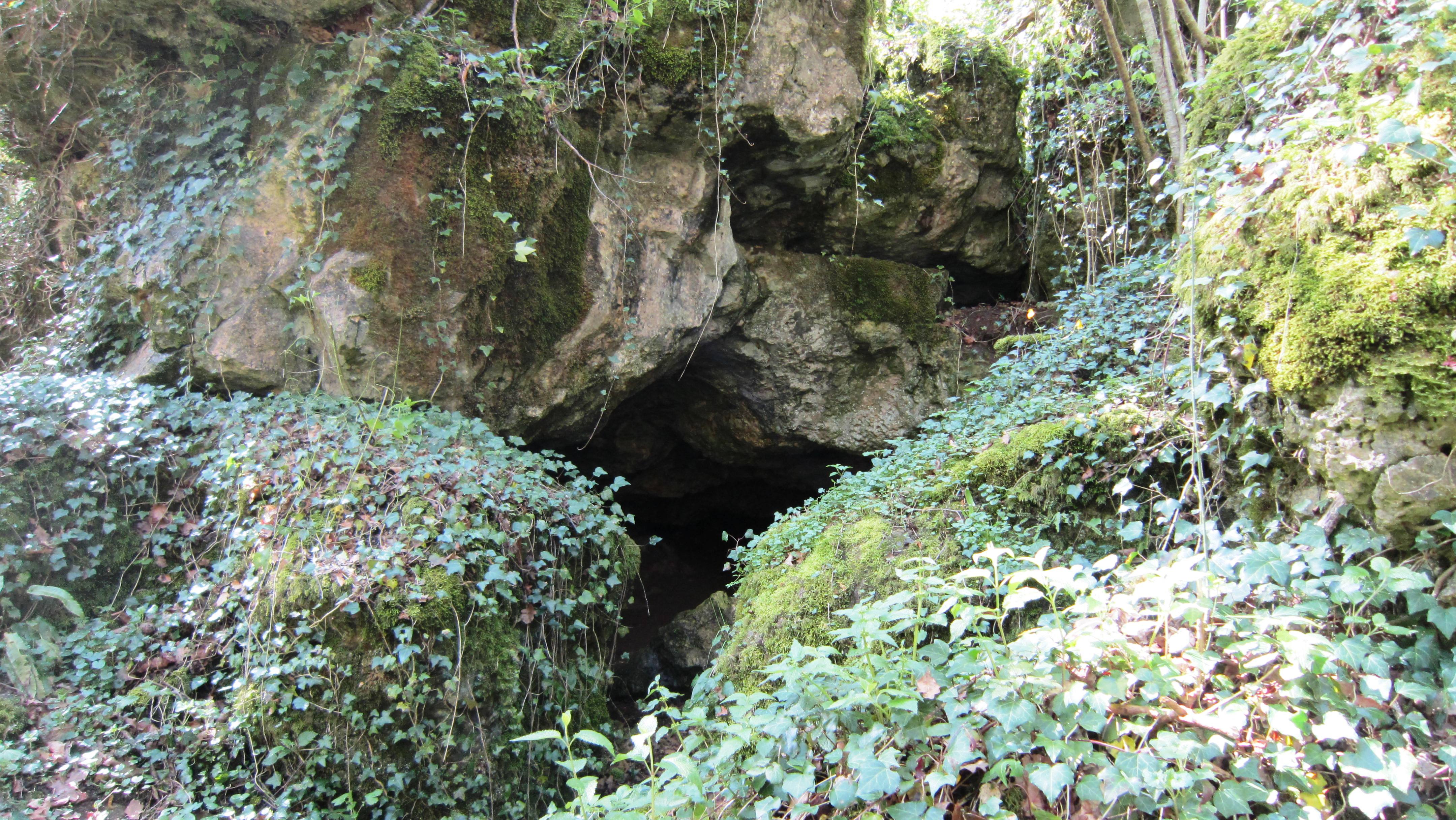
L'entrée de la petite Baume

## Vestiges
L’homme de Néandertal a occupé la grande Baume lors de la glaciation de Würm, vers 50 000 ans avant le présent, et elle servait de refuge aux hommes modernes du Paléolithique supérieur il y a plus de 20 000 ans. Différents ossements d’animaux de la dernière période glaciaire y ont été découverts, ainsi que dans la grotte de la petite Baume (bovidés, cheval, renne, ours, hyène, rhinocéros laineux et mammouth) et de nombreux outils préhistoriques (sagaie à double biseau, grattoir en silex, perçoir, pointe , etc.) relevant du Moustérien et proches de ceux d'Arcy-sur-Cure.